# Liste der Kulturdenkmäler in Niddawitzhausen
Die folgende Liste enthält die in der Denkmaltopographie ausgewiesenen Kulturdenkmäler auf dem Gebiet des Ortsteils Niddawitzhausen der  Stadt Eschwege, Werra-Meißner-Kreis, Hessen.
Hinweis: Die Reihenfolge der Denkmäler in dieser Liste orientiert sich an der Anschrift, alternativ ist sie auch nach der Bezeichnung oder der Bauzeit sortierbar.
Kulturdenkmäler werden fortlaufend im Denkmalverzeichnis des Landes Hessen durch das Landesamt für Denkmalpflege Hessen auf Basis des Hessischen Denkmalschutzgesetzes (HDSchG) geführt. Die Schutzwürdigkeit eines Kulturdenkmals hängt nicht von der Eintragung in das Denkmalverzeichnis des Landes Hessen oder der Veröffentlichung in der Denkmaltopographie ab.

Das Vorhandensein oder Fehlen eines Objekts in dieser Liste ist keine rechtsverbindliche Auskunft darüber, ob es Kulturdenkmal ist oder nicht: Diese Liste entspricht möglicherweise nicht dem aktuellen Stand der offiziellen Denkmaltopographie. Diese ist für Hessen in den entsprechenden Bänden der Denkmaltopographie Bundesrepublik Deutschland und im Internet unter DenkXweb – Kulturdenkmäler in Hessen einsehbar. Auch diese Quellen sind, obwohl sie durch das Landesamt für Denkmalpflege Hessen aktualisiert werden, nicht immer aktuell, da es im Denkmalbestand immer wieder Änderungen gibt.
Eine verbindliche Auskunft erteilt allein das Landesamt für Denkmalpflege Hessen.
Nutze diese Kartenansicht, um Koordinaten in der Liste zu setzen. In dieser Kartenansicht sind Kulturdenkmale ohne Koordinaten mit einem roten bzw. orangen Marker dargestellt und können in der Karte gesetzt werden. Kulturdenkmale ohne Bild sind mit einem blauen bzw. roten Marker gekennzeichnet, Kulturdenkmale mit Bild mit einem grünen bzw. orangen Marker.

## Niddawitzhausen
| Bild            | Bezeichnung                       | Lage                                           | Beschreibung | Bauzeit | Daten     |
| --------------- | --------------------------------- | ---------------------------------------------- | --- | ------- | --------- |
| Bild gesucht BW | Gesamtanlage Niddawitzhausen      | Am Petersbach, Am Rain und Bei der Kirche Lage | |         | 40938 DDB |
| Bild gesucht BW | Hofanlage                         | Am Petersbach 2 LageFlur: 1, Flurstück: 40/2   | |         | 40939 DDB |
| Bild gesucht BW | Ehemaliges Pfarrerwohnhaus        | Am Petersbach 9 LageFlur: 1, Flurstück: 55/5   | |         | 40940 DDB |
| Bild gesucht BW | Fachwerkwohnhaus                  | Am Petersbach 11 LageFlur: 1, Flurstück: 63/1  | |         | 40941 DDB |
| Bild gesucht BW | Einhaus                           | Am Petersbach 18 LageFlur: 2, Flurstück: 14/2  | |         | 40942 DDB |
| Bild gesucht BW | Wohnhaus                          | Am Petersbach 20 LageFlur: 1, Flurstück: 15/2  | |         | 40943 DDB |
| Bild gesucht BW | Winkelhofanlage                   | Am Petersbach 22 LageFlur: 1, Flurstück: 16/2  | |         | 40945 DDB |
| Bild gesucht BW | Winkelhofanlage                   | Am Petersbach 23 LageFlur: 1, Flurstück: 26/2  | |         | 40944 DDB |
| Bild gesucht BW | Wohnhaus und Backhaus             | Am Rain 1 LageFlur: 2, Flurstück: 12/1         | |         | 40946 DDB |
| Bild gesucht BW | Ehemalige Schule mit Schulscheune | Am Rain 2 LageFlur: 1, Flurstück: 12/1         | |         | 40947 DDB |
| Bild gesucht BW | Winkelhofanlage                   | Am Rain 3 LageFlur: 2, Flurstück: 11/1         | |         | 40948 DDB |
| Bild gesucht BW | Fachwerkwohnhaus                  | Am Rain 5 LageFlur: 2, Flurstück: 10/2         | |         | 40949 DDB |
| Bild gesucht BW | Holfanlage                        | Am Rain 10 LageFlur: 2, Flurstück: 4/9         | |         | 40950 DDB |
| Bild gesucht BW | Fachwerkwohnhaus                  | Am Rain 19 LageFlur: 2, Flurstück: 37/1        | |         | 40951 DDB |
| Bild gesucht BW | Arbeiterhäuschen                  | Am Rain 21 Lage                                | | 2       | 40952 DDB |
| Bild gesucht BW | Einhaus                           | Bei der Kirche 1 LageFlur: 1, Flurstück: 5/1   | |         | 40953 DDB |
| Bild gesucht BW | Streckhofanlage                   | Bei der Kirche 2 LageFlur: 1, Flurstück: 14/2  | |         | 40954 DDB |
| Bild gesucht BW | Evangelische Pfarrkirche          | Bei der Kirche 11 LageFlur: 1, Flurstück: 21/1 | Kleiner Saalbau mit dreiseitigem Schluss, Maßwerkfenstern, Emporen von 1621 und 1707, Kanzel 2. Hälfte des 17. Jahrhunderts. Westliche Erweiterung und Turm 1887. | 1521    | 40955 DDB |